# 張進寶 (阮朝)

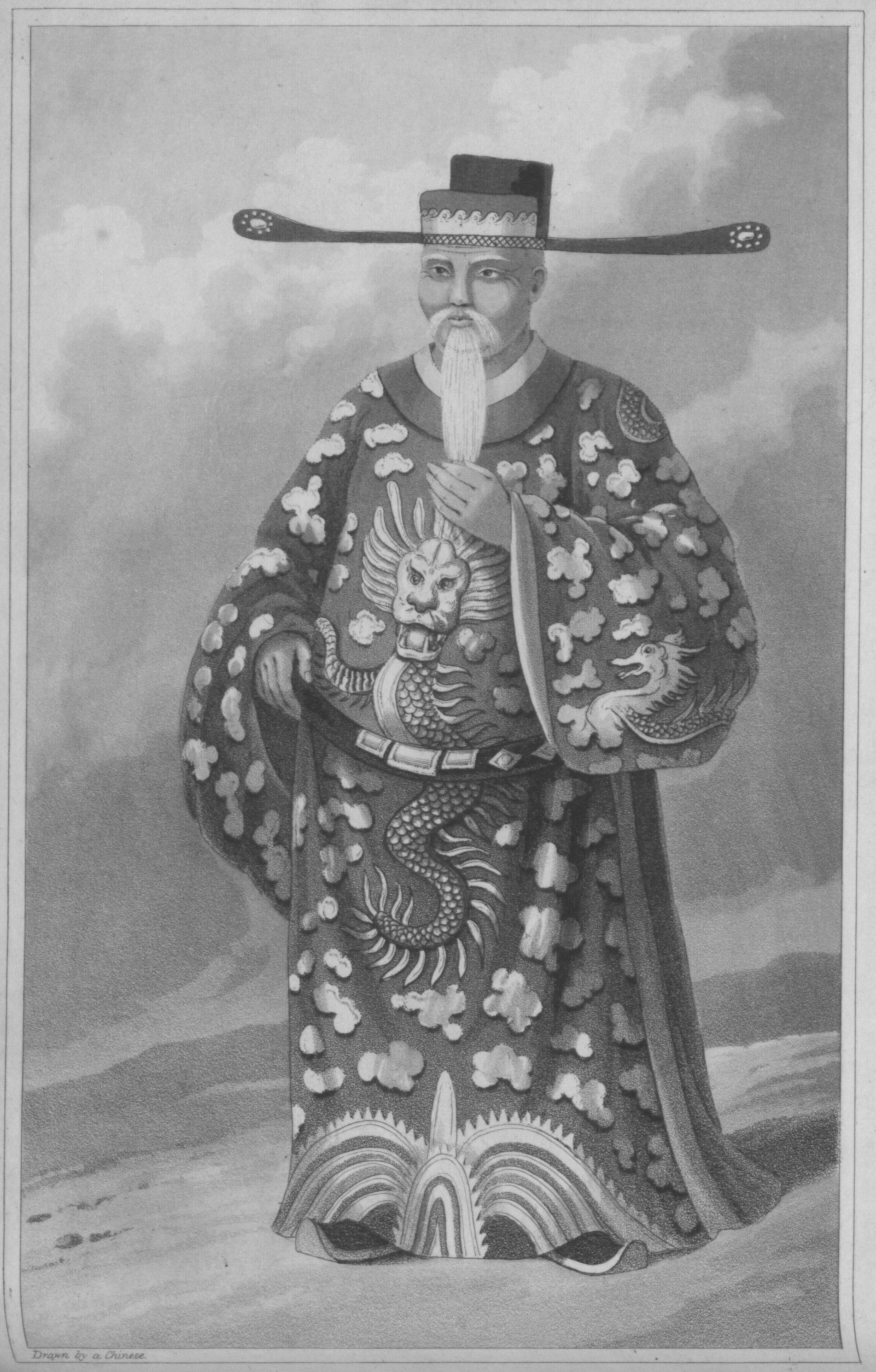
张进宝

張進寶（越南语：／；1752年—1827年）又名張進隆（越南语：／），是越南阮朝的一位將軍，封號龍雲侯。他在阮福映奪取越南皇位的過程中起重要作用，被後人稱為「嘉定五虎將」之一。
張進寶出生在永隆鎮的保安縣（位於今檳椥省則拉縣），沉靜有勇略。1787年，阮福映率其黨羽從暹羅回到越南，與西山朝爭奪皇位。張進寶率部起兵響應阮福映，受封為欽差督戰該奇，隸屬於後軍。1797年，因在平定、會安地區的戰功升為前軍副將。
1802年阮福映奪取皇位之後，被任命為權領北城道官。1806年，奉命同北城總鎮阮文誠一起征討支持西山朝的華南海盜勢力。後被調回順化，任中軍副將。1811年，因嘉定總鎮阮文仁巡邊，前往南圻，署理總鎮事務.1812年被任命為嘉定副總鎮。。1822年，時任總鎮黎文悅来顺化，署理嘉定總鎮。在任期間完成永濟運河的開鑿。1827年逝世，謚武毅。
1858年，嗣德帝將其牌位入祀賢良祠。
張進寶與阮文張、阮文仁、阮黃德、黎文悅並稱為「嘉定五虎將」。